# Dušan Pleničar
Dušan Pleničar, slovenski družbeni delavec, * 1921, Litija, † 4. december 1992.

## Odlikovanja in nagrade
Leta 1995 je posmrtno prejel častni znak svobode Republike Slovenije z naslednjo utemeljitvijo: »za zasluge in dolgoletno delo v dobro slovenskemu narodu in slovenski kulturi«.